# Schwarze Wegschnecke
Die Schwarze Wegschnecke (Arion ater), auch Große Schwarze Wegschnecke oder Große Wegschnecke genannt, ist eine 10 bis 13 Zentimeter lange Nacktschnecke, die in Nordeuropa weit verbreitet ist. Sie gehört zur Familie der Wegschnecken (Arionidae) aus der Unterordnung der Landlungenschnecken (Stylommatophora).

## Beschreibung
Die Schwarze Wegschnecke ist ausgewachsen und ausgestreckt 10 bis 13 cm lang. Die Tiere sind meist tiefschwarz, selten auch dunkelbraun oder grau. Auch die Fußsohle ist sehr dunkel. Die Jungtiere sind zunächst sehr hell, werden dann aber rasch grau und sind dann schon bei der halben Adultgröße tiefschwarz. Der Mantelschild nimmt etwa ein Drittel der Gesamtlänge ein. Die Atemöffnung liegt auf der rechten Seite im vorderen Teil des Mantelschildes.

## Fortpflanzung
Die zwittrigen Tiere befruchten sich gegenseitig. Nach der Kopulation legen die Tiere bis 150 Eier ab, die im Boden versteckt werden. Die Jungtiere schlüpfen nach etwa 4 bis 6 Wochen in Abhängigkeit von der Temperatur. 

## Lebensweise und Vorkommen
Die Tiere leben bevorzugt in feuchten Wäldern, Wiesen, Mooren und Gärten. Nahrung sind welke oder frische Pflanzen, aber auch Aas. Sie ist überwiegend nachtaktiv, bei feuchtem Wetter aber auch tagaktiv. Sie kommt in Skandinavien, Dänemark, Schleswig-Holstein und Nordengland und den Vogesen vor, ist inzwischen aber fast weltweit verschleppt.

## Unterschiede und Systematik
Die Schwarze Wegschnecke wurde früher oft mit der Roten Wegschnecke (Arion rufus) zu einer Art vereinigt. Teilweise wurden sie auch als Unterarten geführt. Während bei der Schwarzen Wegschnecke ausschließlich schwarz bis dunkelbraun gefärbte Tiere vorkommen, gibt es bei der Roten Wegschnecke trotz des Namens auch schwarze Tiere. Die Farbe allein ist daher kein Unterscheidungskriterium. Eine sichere Bestimmung kann nur genetisch über das DNA Barcoding oder durch Untersuchung der Geschlechtsorgane erfolgen: der bei der Paarung ausgestülpte Geschlechtsvorhof ist bei der Roten Wegschnecke deutlich größer als bei der Schwarzen Wegschnecke. Auch sind die adulten Tiere der Roten Wegschnecke z. T. deutlich größer. Unterschiede lassen sich auch bei den Jungtieren feststellen: bei der Roten Wegschnecke sind sie hell-gelblich mit dunklem Kopf, bei der Schwarzen Wegschnecke sind die Jungtiere zunächst ebenfalls hell mit schwarzem Kopf, werden jedoch rasch grau und sind dann schon halbwüchsig schwarz. Ein weiteres Bestimmungsmerkmal ist das Vorkommen. In Skandinavien und Nordengland kommt nur die Schwarze Wegschnecke vor, während die Rote Wegschnecke auf Mitteleuropa beschränkt ist. In Dänemark, Schleswig-Holstein und Südengland gibt es Gebiete, wo beide Arten zusammen vorkommen. Die Spanische Wegschnecke ist ebenfalls sehr variabel in der Färbung, aber niemals tiefschwarz. Sie kann dafür aber sehr leicht mit der Roten Wegschnecke verwechselt werden. In Norwegen und Schweden wurden in einigen kleinen Gebieten Hybridpopulationen zwischen der Spanischen Wegschnecke und der Schwarzen Wegschnecke beobachtet.

## Verwendung
Schneckensirup, der als Hausmittel gegen sich festsetzenden Husten gilt, kann 2 % eines Extraktes Schwarzer Wegschnecken („Lumax ater“) enthalten.